# Asamblea Constituyente de Afganistán
La Asamblea Constituyente de Afganistán, conocida como la Loya Jirga, desempeñó un papel fundamental en la configuración del sistema político del país tras el derrocamiento del régimen talibán en 2001. Esta asamblea fue convocada para redactar y aprobar una nueva constitución que sentará las bases de un gobierno democrático y representativo. 

## Contexto Histórico
Después de años de conflicto y la caída del régimen talibán, Afganistán se encontraba en una etapa de reconstrucción y establecimiento de nuevas instituciones. El Acuerdo de Bonn, firmado en diciembre de 2001, estableció un marco para la transición política, que incluía la redacción de una nueva constitución y la organización de elecciones democráticas. Como parte de este proceso, se convocó a la Loya Jirga en 2003 para discutir y aprobar el borrador constitucional. 

## Desarrollo de la Loya jirga de 2003
La Loya Jirga se reunió en Kabul el 14 de diciembre de 2003, con la participación de aproximadamente 502 delegados que representaban a diversas regiones y grupos étnicos del país. Originalmente prevista para durar diez días, las deliberaciones se extendieron hasta el 4 de enero de 2004 debido a debates intensos sobre varios aspectos del proyecto de constitución. 

## Principales Debates y Desafíos
Durante las sesiones, se discutieron temas cruciales como la estructura del gobierno, el sistema electoral, los derechos de las mujeres y el reconocimiento de las diversas lenguas y culturas del país. Uno de los debates más destacados fue la elección entre un sistema presidencialista y parlamentario. El presidente interino, Hamid Karzai, apoyaba un sistema presidencial fuerte, mientras que otros delegados abogaban por un modelo parlamentario que promoviera una mayor representación política.
Además, se abordaron cuestiones relacionadas con los derechos humanos, la libertad de expresión y la participación política de las mujeres. Organizaciones como Amnistía Internacional enfatizaron la importancia de garantizar estos derechos fundamentales en la nueva constitución.

## Aprobación de la Constitución
Tras semanas de deliberaciones y ajustes, la Loya Jirga aprobó la nueva constitución por consenso el 4 de enero de 2004. Este documento estableció un sistema político presidencialista, con un presidente elegido por voto popular y una Asamblea Nacional bicameral compuesta por la Cámara del Pueblo y la Cámara de los Ancianos. La constitución también reconoció al islam como la religión oficial del Estado y garantiza derechos fundamentales para todos los ciudadanos.

## Impacto y Legado
La aprobación de la constitución marcó el inicio de una nueva era para Afganistán, orientada hacia la democracia y la participación ciudadana. Sin embargo, la implementación de las reformas propuestas enfrentó numerosos desafíos, incluyendo la persistencia de conflictos internos, la influencia de señores de la guerra y dificultades en la construcción de instituciones gubernamentales efectivas. A pesar de estos obstáculos, la Loya Jirga de 2003 representó un paso significativo en el proceso de paz y reconstrucción del país.